# Lavgulvsbus
En lavgulvsbus er en bus med lavt gulv. Det betyder, at der ikke findes noget trappetrin indenfor dørene men at man i stedet træder ind på bussens gulv med et enkelt skridt fra gaden eller platformen. Dette letter adgangen betydeligt, specielt for passagerer med barnevogn, krykker eller generelt nedsat mobilitet. Man kan ofte til og med medtage passagerer i kørestol ved hjælp af en rampe, som kan foldes ud.

## Laventrébusser
En laventrébus er en bus med almindeligt gulv bagi, men lavt gulv i den forreste del af bussen. Disse er billigere at fremstille end busser med lavt gulv hele vejen ned i gennem bussen, men smidigere end konventionelle busser med trappetrin indenfor dørene. De er oftest mindre støjende end almindelige lavgulvsbusser, hvilket øger komforten på længere strækninger. Busserne udfylder et behov for både længere køreture og bytrafik, og er almindelige indenfor transport mellem en storbys forstæder og centrum.
Som oftest er det bare de forreste 60-70% af bussen, som har lavt gulv og dermed for- og midterdørene.

### Eksempler
- Scania CN113CLL MaxCi
- Scania OmniLink
- Volvo B7RLE
- Volvo B10BLE

## Helt lavt gulv
Der findes også busser med helt lavt gulv i hele bussen. Disse benyttes udelukkende i bytrafik eller i lufthavne ved transport mellem forskellige gader. Der er kun mindre forhøjninger bagtil i siderne, hvor drivaksler og lignende er monteret. Motoren kan være monteret på tværs helt bagest i et "hus" under de bageste sæder ved bagruden og drive en kardanaksel under en forhøjning i gulvet ved siden af, eller være langsliggende og enten ligge under gulvets forhøjning eller placeret stående i siden i et "hus" i venstre eller højre side (afhængigt af om bussen er bygget til venstre- eller højrekørsel). Disse er enten rene lastbilsmotorer og da stående på tværs eller langs i et motorhus, eller modificerede for at kunne ligge på siden og da liggende på langs under gulvet.
Laventrébusser anvendes mere og mere på kortere landsbylinjer, men helt lavt gulv mest i byen. Gulvet bliver i princippet højere jo længere bussen skal køre, blandt andet på grund af behovet for bagageplads. Derfor er der ikke et lige stort behov for landsbybusser, da de fleste handicappede, ældre eller familier med barnevogn som bor på landet har egen bil og der dermed ikke er noget stort behov for busser med let påstigning. Derudover har chaufføren tid til at hjælpe sådanne passagerer.

### Eksempler
- MAN Lion's City
- Scania OmniCity
- Volvo B9L

## Ledbusser
I dag har de fleste ledbusser i bytrafik lavt gulv i hele bussens længde for at lette ind- og udstigning for først og fremmest bevægelseshæmmede med rollator og folk med barnevogn. Der er motoren typisk placeret helt bagest i bussen med træk på baghjulene. Forakslen er fritrullende. Ældre lavgulvsledbusser har som oftest en lille forhøjning foran den midterste aksel og har dermed almindeligt gulv bagi. Da er leddet monteret under gulvet. På nyere busser er gulvet dog lavt i hele bussens længde og der er kun et tyndere led i gulvet og to større lænker på hver sin side af midtergangen. Da baghjulene er trækkende på disse busser findes der også et system, som dæmper ledet ved f.eks. kurvekørsel.
Der findes dog en lavgulvsledbus fra Volvo, som har motoren placeret foran leddet i en forhøjning i siden af bussen og med træk på de midterste hjul. Volvo B9S, som bussen hedder, findes enten med lav entré (Volvo 8500) eller helt lavt gulv (Volvo 7500), den sidstnævnte findes med dobbelt led og i længden 24 meter.